# آنا مارغريت ماكان
آنا مارغريت ماكان (بالإنجليزية: Anna Marguerite McCann)‏ هي عالمة أمريكية، ولدت في 11 مايو 1933 في مامارونيك في الولايات المتحدة، وتوفيت في 12 فبراير 2017 في سليبي هالو في الولايات المتحدة.

## مهنتها
بدأت ماكان الغوص في أوائل الستينيات مع جاك كوستو لاستكشاف حطام السفن الرومانية القديمة بالقرب من مرسيليا. وفي ذلك الوقت، كان علم الآثار تحت الماء مجالًا جديدًا وكان يهيمن عليه الرجال إلى حد كبير. وبين عامي 1961 و1962، غاصت بحثاً عن حطام سفينة Yassi Adaالتي غرقت في القرن السابع (في بودروم، تركيا) مع الجمعية الجغرافية الوطنية وجامعة بنسلفانيا.
وفي الأكاديمية الأمريكية في روما، وسعت أطروحة الماجستير الخاصة بها لتشمل «لوحات تصويرية لسيبتيموس سيفيروس من عام 193 إلى عام 211». وحتى عام 2017، كان هذا لا يزال «العمل العلمي الرئيسي في تصوير هذا الإمبراطور» وفقًا لزملائها.
```
بعد فترة وجودها في روما، درست ماكان في جامعة ميسوري من 1966 إلى 1971، وجامعة كاليفورنيا - بيركلي من 1971 إلى 1974. [6] كانت عضوًا نشطًا في مجتمع تعليمي دولي متخصص في صناعة الفخار الروماني والتي أصبحت مهتمة بها نتيجة لبحثها الأثري تحت الماء. [7] وفي عام 1974، التحقت ماكان بأعضاء هيئة التدريس في متحف متروبوليتان للفنون وقادت برنامج محاضرات متعلقة بعلم الآثار.
```

```
نشرت بحثها عن النحت الروماني عندما كانت في متحف رومان الأثري في متحف متروبوليتان للفنون، والذي فاز بجائزة الكتاب المتميز من رابطة مطابع الجامعة الأمريكية واعتُرف به ككتاب فني رائع من قبل مكتبة توماس ج. واتسون في 1978.
[
4
]
[
5
]
```

أجرت ماكان أعمالاً حفرية لكوزا (مستعمرة لاتينية في توسكانا) بين عامي 1965 و1987 والتي أسفرت عن العمل التعاوني لعام 1987 بين الميناء الروماني ومصايد الأسماك في كوزا: مركز التجارة القديمة.
حصلت أيضًا على جائزة رابطة الكتاب المتميز لمطابع الجامعة الأمريكية وجائزة جيمس ر. وايزمان للكتاب لعام 1989 من المعهد الأثري الأمريكي. كعضو في مجلس أمناء المعهد الأثري الأمريكي، أسست ماكان لجنتها لعلم آثار ما تحت الماء في عام 1985. في عام 1989 أصبحت المدير الأثري لمشروع جاسون بالتعاون مع عالم المحيطات روبرت بالارد في مسح حطام السفن الكثيرة لضفة سكيركي (في مضيق صقلية). لإلهام الطلاب داخل المشروع نتج عن ذلك إصدار منشور في عام 1994 يُعتقد أنه أول من قام بذكر تفاصيل البحث الأثري الذي أجري في المياه العميقة.
```
اكتشفت ماكان وبالارد المزيد من حطام السفن عندما عادوا إلى ضفة سكيركي في عام 1997. حصلت ماكان على جائزة الميدالية الذهبية للمعهد الأثري لأمريكا في عام 1998 مقدمة من Festschrift في الحفل.
[
6
]
 درّست في جامعة بوسطن من 1997 إلى 2001 وكانت باحثة زائرة في معهد ماساتشوستس للتكنولوجيا من 2001 إلى 2007.
[
2
]
```

## حياتها الشخصية
تزوجت ماكان من صديق الطفولة روبرت دورسيت تاغارت (توفي عام 2016) [10]، في عام 1973 كانا يعيشان في مدينة نيويورك وقضيا وقتًا في مزرعتهما في بوليت، فيرمونت. وفي عام 1985 بدأ ماكان وتاغارت محاضرتهما في علم الآثار تحت الماء. قدمت ماكان أبحاثها على كثير من الأصعدة بما في ذلك كتاب للأطفال ساهمت به ودليل عام لبعض أبحاثها وذلك نتيجة اهتمامها بالنشر الواسع للمعلومات الأثرية.